# Лісій
Лісій (грец. Λυσίας, 459 до н. е., Стародавні Афіни — 380 до н. е.) — афінський оратор класичної епохи в галузі судового красномовства. Зараховується до канону 10 ораторів.

## Життєпис
Він народився в Сіракузах у сім'ї багатого промисловця і вчився у відомого ритора Тісія. Батько його був метеком (вільною але без цивільних прав людиною) і володів майстернею, у якій виготовлялися щити. Майбутній оратор разом із братом учився в південно-італійському місті Фурії, де слухав курс риторики у відомих софістів. Приблизно в 412 році Лісій повернувся в Афіни. Афінська держава в цей час знаходилося в скрутному стані — йшла Пелопоннеська війна, невдала для Афін.
У 405 до н. е. Афіни зазнали нищівної поразки. У результаті до влади прийшли ставленики переможної Спарти, «30 тиранів», що проводили політику жорстокого терору стосовно безправних елементів афінського суспільства. Велике володіння, яким володіли Лісій і його брат, було причиною розправи над ними. Брат Лісія був страчений, самому оратору довелося рятуватися втечею в сусідню Мегару. Після перемоги демократії Лісій повернувся в Афіни, але одержати цивільні права йому так і не вдалося. Першою судовою промовою, виголошеною Лісієм, була промова проти одного з тридцяти тиранів, винного в смерті його брата. Після поновлення демократії в 403 р. до н. е. Лісій виступив з промовою проти Ератосфена. Це був єдиний виступ Лісія в суді. Надалі він писав промови і для інших людей, зробивши це своєю головною професією. Професія логографа була вигідною, оскільки дуже добре оплачувалася.

## Характеристика творчості
Усього йому приписувалося в стародавності до 400 промов, але до нас дійшло лише 23 та ще 11 дійшли до нас у фрагментах (зокрема, уривки однієї жартівливої промови Лісія занотував філософ Платон у діалозі «Федр»). Промови Лісія написані так жваво, що здається, ніби на наших очах відбувається засідання суду. Як живі, постають перед нами інвалід, у якого хочуть відібрати пенсію, спекулянти, що скуповують хліб, шантажисти, які видурюють гроші.
На час життя Лісія судова промова композиційно вже майже склалася. Вона мала своєрідну структуру, кожна її частина виконувала певну функцію, пов'язану із впливом суддів. Починалася промова із вступу, завдання якого полягало в тому, щоб привернути до промовця прихильність суддів; у ньому часто говорилося і про їхню мудрість, справедливість та милосердя. Далі починалася найголовніша частина, пояснення самої справи — оповідь. Вона будувалася таким чином, аби створена картина фактичної сторони справи була вигідна для клієнта. Після цього йшли докази, тобто обґрунтування справжніх мотивів учинку і заперечення доказів протилежної сторони, яку завжди намагалися дискредитувати. У закінченні могло повторюватися звернення до суддів. Перша й остання частини промови звичайно мали стереотипний вигляд і питань самої справи не торкалися.
Лісій відтворює характери. З особливим блиском робить він це у промові, написаній для бідного ремісника-каліки, якого намагалися позбавити пенсії. Шпаркий та меткий ремісник глузує зі свого позивача: «Він заздрить моїй хворобі, сперечається за неї, наче за наречену з посагом… Він називає мене нахабою. Нахабою може бути той, в кого грошей більше, ніж потрібно, а не сіромаха». Каліка звертається до суддів із промовою, і зворушливою, і переконливою, і дотепною: «Ваш несправедливий вирок означатиме для мене смерть. Вашим справедливим вироком ви даруєте мені можливість жити. Не відбирайте в мене тепер, коли вік мій похилий і я заслаб, те, що ви мені дали, коли я не був такий старий і мав більше сил».
Першою судова промова Лісія була промова проти одного з тридцяти тиранів, винного в смерті його брата. Він звинувачував не тільки Ератосфена. Лісій нагадував про жахливі злочини олігархів проти народу: вони вбивали без суду і грабували. Прибічник афінської демократії, Лісій неухильно дбав про її зміцнення.
Древні критики були щедрими на оцінки роботи оратора. Вони відзначали, що виклад його промов простий, логічний і виразний, фрази короткі і побудовані симетрично, ораторські прийоми вишукані і витончені. Лісій заклав основу жанру судової мови, створивши своєрідний еталон стилю, композиції і самій аргументації — наступні покоління ораторів багато в чому йому наслідували. Особливо великі його заслуги в створенні літературної мови античної прози. Ми не знайдемо в нього ні архаїзмів, ні заплутаних зворотів. І ніхто не перевершив Лісія в чистоті античної мови!
Лісій зробив особливо вагомий внесок у вдосконалення оповіді, вона в нього стала надзвичайно чіткою і простою, стислою і логічною. Прослухавши її, навіть той, хто не був знайомий зі справою, міг легко уявити її сутність. Тут оратор виявив себе справжнім художником. Тому ще античні вчені підкреслювали, що за красою оповіді з Лісієм майже ніхто зрівнятися не міг. Він умів так побудувати промову, що відразу завойовував симпатії суддів до підсудного і, разом з тим, уміло вводив в оповідь переконливі аргументи і спростовував усякі заперечення.
Новаторство логографа полягало і в прагненні індивідуалізувати мову підсудного і якоюсь мірою навіть дати його психологічну характеристику, щоб створити у суддів позитивне враження від особистості самого підсудного. Зморений працею селянин, хитрий торговець, честолюбний аристократ, закіптявілий ремісник чи скромний обиватель — усі вони говорили мовою, що була властива саме цьому соціальному стану чи верстві, відповідала рівню його освіти, культури та оточення. Оскільки учасники судових процесів були простими людьми і розмовляли звичайною мовою, у Лісія в їхніх промовах відсутні пишні метафори, красиві художні прийоми, пафос чи ефекті звороти мови, адже були невластиві мові тих людей, які зверталися до суддів. Захищаючи себе, вони часом згадували і про свої заслуги перед державою і просили врахувати їх перед винесенням остаточного вироку.
Як сказали ще сучасники Лісія, стиль його настільки простий і природний, що здається, легко наслідувати йому, а тим часом такої майстерності досягнути так само непросто, як непросто мистецьки змалювати природу. Стиль вирізнявся надзвичайною чистотою аттичного мовлення, відсутністю архаїзмів або якихось заплутаних виразів чи образів, які б затемнювали думку. Через це промови Лісія і в пізніші періоди вважалися зразком «аттичного стилю». Вчені стверджували, що з них неможливо було без шкоди викинути жодного слова.
Промови Лісія певною мірою відворюють побут тогочасних афінян, кожна з них — невеличка картина їхнього життя, жвава і правдива. Але за цим простими і ніби невибагливими картинами криється великий талант справжнього художника. Тому пізніше стиль Лісія дістав багатьох послідовників. У римлян прихильниками його таланту були Юлій Цезар, Цицерон, Квінтіліан та ряд інших відомих діячів. Лісія вважали не тільки засновником судової промови, її стилю, композиції та аргументації, а й зачинателем літературної античної мови. Дехто з античних учених ставив його навіть вище за Демосфена.

## Деякі твори Лісія
- Розмова про кохання
- За Мантіфея
- Проти Агората
- Проти Панклеона
- Проти Ератосфена
- Проти хліботорговців